# La nave della pazzia
La nave della pazzia (Mad Ship) è un romanzo fantasy del 1999 dell'autrice statunitense Megan Lindholm con lo pseudonimo di Robin Hobb; è la seconda parte del romanzo originale Mad Ship, pubblicato in italiano in due volumi nel 2006 (il primo dal titolo La nave dei pirati), che costituisce il secondo capitolo della trilogia dedicata ai Mercanti delle navi viventi, edito in Italia come il ciclo dei mercanti di Borgomago e suddiviso in cinque volumi.
Gli eventi successivi sono narrati nel romanzo La nave del destino.

## Trama
A Borgomago serpeggia la ribellione contro i corsari chalcediani e le nuove tasse del Satrapo: si fa strada fra le menti dei Vecchi Mercanti l'insurrezione capeggiata dalla famiglia Tenira. Il Magnadon Satrapo Cosgo decide di portare ordine personalmente a Borgomago scortato dalle galee da guerra di Chalced, infido e letale alleato. Al ballo di fine estate quando Vecchi e Nuovi Mercanti sono riuniti ad onorare il Satrapo, sperando di trovare una soluzione pacifica al conflitto, i mercenari chalcediani decidono di ordire un complotto per assassinare il Satrapo ed avere via libera al saccheggio di Borgomago. Quella stessa notte la rivolta scoppia ed il Satrapo viene sequestrato dai Vecchi Mercanti per impedire che il suo assassinio sia usato come giustifica alla guerra.
A Trehaug, nelle Giungle della Pioggia, Reyn Khuprus è diviso fra compiti per lui di vitale importanza. Infatti egli ha intenzione di liberare la creatura che con un contatto mentale gli parla direttamente e che si dichiara essere l'ultimo dei draghi chiuso in un bozzolo, formato da quello che i Mercanti delle Giungle chiamano legno magico: questo bozzolo è però seppellito in una caverna sotterranea impossibile da trasportare alla luce del giorno. Inoltre Reyn vuole il cuore di Malta, anche se lei è affascinata dalle sue ricchezze, ma sempre timorosa per il suo aspetto a cedere al suo corteggiamento. Infine Reyn si lascia coinvolgere in prima persona nell'insurrezione contro Jamaillia e i corsari di Chalced, prendendo in custodia il Satrapo dopo la rivolta di fine estate.
Il Capitano Kennit stringe un rapporto di affetto con la Vivacia, corteggiandola e facendole provare l'ebbrezza della pirateria in nome della liberazione degli schiavi, divenendo una leggenda fra la popolazione delle Isole dei Pirati ed affascinando sempre più anche Wintrow. Quando il capitano decide di portare Wintrow per un vaticinio sulla misteriosa Isola degli Altri, questi si imbatte in un essere leggendario tenuto prigioniero che si rivela essere la guida per la migrazione dei serpenti marini: Wintrow libera Colei Che Ricorda, ma rimane ferito gravemente dal suo veleno.
La famiglia Versit, vista la riluttanza del Consiglio dei Mercanti a voler riscattare la Vivacia, riesce in un disperato tentativo: compra il Paragon dalla famiglia LaSuerte. Ambra, per le riparazioni, Brashen Trell, come capitano, Althea Versit, corpo ufficiale, sono l'occasione di riscatto per la nave maledetta: salvare la Vivacia dal sequestro dei pirati. Così inizia una laboriosa opera di restaurazione fisica del fasciame della nave e psicologica per il recupero della mente di Paragon, fino al suo varo completo. Per la meraviglia di tutti, Paragon incluso, poco prima della fine dell'estate salpano nel disperato tentativo di recuperare la Vivacia.
Intanto nella sua migrazione verso i mari a settentrione, il groviglio del serpente marino Malaukin si fa sempre più numeroso ma soprattutto i suoi veleni riescono a destare le coscienze assopite di molti altri serpenti che finalmente ricordano il loro destino: migrare lungo un fiume verso le rive dei bozzoli dove iniziare la maturazione allo stadio di drago.
Il libro si conclude con il sequestro del Satrapo a Trehaug, in una notte dove un potente terremoto sconvolge le viscere della terra Selden Haven e Reyn Khuprus si ritrovano nella caverna dove il bozzolo del drago Tintaglia, grazie anche alla loro disperata azione, si schiude: nasce così l'ultimo dei draghi. Nel contempo il Satrapo Cosgo assieme ad una concubina e Malta Haven, restano dispersi nelle Giungle della Pioggia.